# 羅爾莫瑟魏爾湖

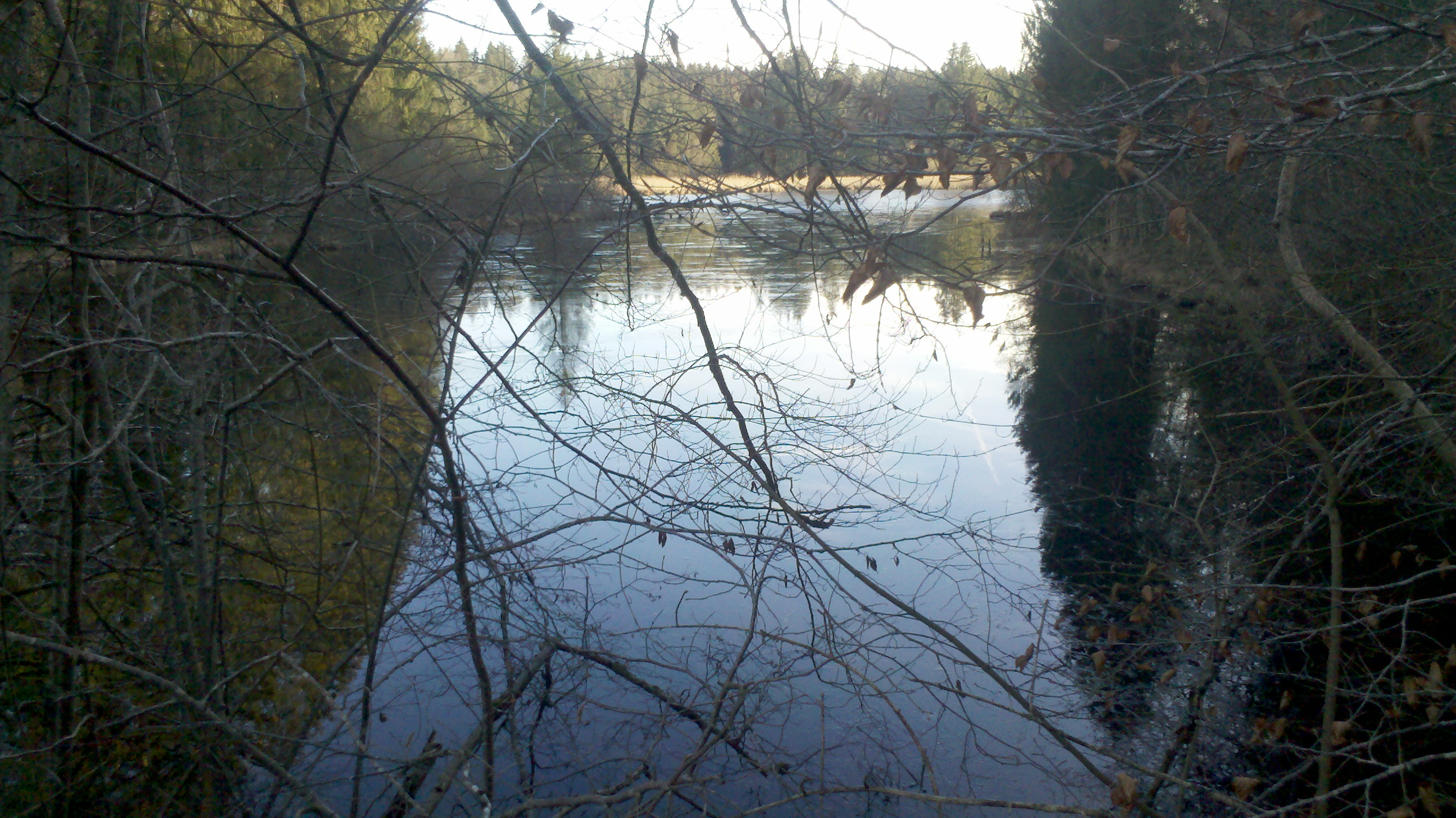

47°47′18″N 11°16′28″E / 47.78820°N 11.27453°E
羅爾莫瑟魏爾湖（德語：Rohrmoser Weiher），是德國的湖泊，位於該國東南部，由巴伐利亞州負責管轄，處於塞斯豪普特，長0.29公里、寬0.1公里，面積0.02平方公里，海拔高度647米。